# Fundamento de Esperanto
A Fundamento de Esperanto („Az eszperantó alapjai”) L. L. Zamenhof könyve, amelyet 1905 tavaszán publikált. 1905. augusztus 9-én, a franciaországi Boulogne-sur-Merben tartott Első Eszperantó Világkongresszus során hozott boulogne-i határozat ötödik cikkelye alapján az eszperantó nyelv hivatalos forrásává vált.
Az eszperantó nyelv egyetlen alapja, amely minden eszperantista számára kötelező, melyet senkinek nincs joga megváltoztatni, Az eszperantó alapjai című kiskönyv. Aki eltér az ebben a műben szereplő szabályoktól és mintáktól, az soha nem igazolhatja magát azzal, hogy „így kívánja vagy tanácsolja az eszperantó szerzője”. Minden eszperantistának joga van az általa legmegfelelőbbnek tartott módon kifejezni bármely olyan ötletet, amelyet Az eszperantó alapjaiban található anyaggal nem lehet megfelelő módon kifejezni, ahogy ez bármely más nyelven is így van. Annak érdekében azonban, hogy a nyelv minden eszperantista számára egységes maradjon, javasolt a lehető legjobban utánozni az eszperantó megalkotójának műveiben található stílust, mert ő tett a legtöbbet az eszperantóért és ő ismeri a legjobban a lényegét.
Egyedül ez a mű számít kötelező érvényűnek az eszperantó területén, és így nem szabad rajta változtatni.
A Fundamento négy részből áll. Ezek: az Előszó (Antaŭparolo), a Nyelvtan (Gramatiko), a Gyakorlatok gyűjteménye (Ekzercaro) és az Univerzális szótár (Universala Vortaro). Az előszó kivételével majdnem minden, ami a műben szerepel, közvetlenül Zamenhof korábbi írásaiból származik.
A Fundamentóval egyenértékűek a „Hivatalos kiegészítések” (Oficialaj Aldonoj). Napjainkig kilenc ilyen hivatalos kiegészítés született. A Fundamento előszava kijelenti:

„Nur iam poste, kiam la granda parto de la novaj vortoj estos jam tute matura, ia aŭtoritata institucio enkondukos ilin en la vortaron oficialan, kiel 'Aldonon al la Fundamento'.”

„Némi idő elteltével, amikor sok új szó már teljesen megszilárdult, egy irányadó intézménynek hivatalos szótárat kell majd összeállítania belőlük, Kiegészítések a Fundamentóhoz címmel.”

A Fundamento nyelvtan és szótár része öt nemzeti nyelven olvasható: franciául, angolul, németül, oroszul és lengyelül.

## Fordítás
- Ez a szócikk részben vagy egészben  a   Fundamento de Esperanto című angol Wikipédia-szócikk ezen változatának fordításán alapul.  Az eredeti cikk szerkesztőit annak laptörténete sorolja fel. Ez a jelzés csupán a megfogalmazás eredetét és a szerzői jogokat jelzi, nem szolgál a cikkben szereplő információk forrásmegjelöléseként.